# Torneig d'escacs de Zúric de 1953
El Torneig d'escacs de Zuric de 1953 va ser el segon dels torneigs de candidats organitzats per la FIDE per elegir l'aspirant al títol de campió del món d'escacs. Es va celebrar a Zúric, els mesos d'agost i setembre de 1953, amb victòria final de Vassili Smislov, que va guanyar així el dret de reptar el campió Mikhaïl Botvínnik en el Campionat del món de 1954.
Després de la mort d'Aleksandr Alekhin el títol de campió del món d'escacs va passar a ser propietat de la FIDE, que va ser l'encarregada d'organitzar els reptes pel títol mundial. El primer torneig amb el títol mundial en joc va ser el torneig de 1948, i després d'aquest es va establir un sistema de torneigs per determinar qui tenia dret a enfrontar-se al campió del món pel títol. El cicle durava tres anys, i es va iniciar el 1949. El primer torneig de candidats va ser el de Budapest de 1950.

## Participants i resultats
La nòmina de jugadors, entre ells dos futurs campions del món, va ser impressionant, i el va convertir en un dels torneigs més forts de la història. Nou d'ells eren soviètics: Vassili Smislov (1r), David Bronstein (2n), Paul Keres (3r), Tigran Petrossian (5è), Iefim Hèl·ler (6è), Aleksandr Kótov (8è), Mark Taimànov (9è), Iuri Averbakh (10è) i Issaak Boleslavski (11è). A més, hi van prendre part l'estatunidenc Samuel Reshevsky (4t), l'argentí d'origen polonès Miguel Najdorf (7è), l'hongarès László Szabó (12è), el iugoslau Svetozar Gligorić (13è), el neerlandès Max Euwe (14è) i el suec Gideon Ståhlberg (15è).
| Núm. | Jugador            | 1   | 2   | 3   | 4   | 5   | 6   | 7   | 8   | 9   | 10  | 11  | 12  | 13  | 14  | 15  | Total |
| ---- | ------------------ | --- | --- | --- | --- | --- | --- | --- | --- | --- | --- | --- | --- | --- | --- | --- | ----- |
| 1    | Vassili Smislov    | –   | ½ ½ | 1 1 | ½ 1 | ½ ½ | 1 1 | ½ ½ | ½ 0 | ½ ½ | ½ ½ | ½ ½ | ½ ½ | 1 ½ | 1 1 | 1 ½ | 18    |
| 2    | David Bronstein    | ½ ½ | -   | 1 ½ | 1 1 | ½ ½ | ½ 0 | ½ ½ | ½ ½ | 1 ½ | ½ ½ | ½ ½ | 0 1 | 1 ½ | ½ ½ | ½ ½ | 16    |
| 3    | Paul Keres         | 0 0 | 0 ½ | -   | ½ ½ | ½ 1 | ½ 1 | ½ ½ | ½ ½ | ½ ½ | 0 ½ | 1 1 | 1 ½ | ½ 1 | ½ ½ | 1 1 | 16    |
| 4    | Samuel Reshevsky   | ½ 0 | 0 0 | ½ ½ | -   | ½ ½ | ½ ½ | ½ ½ | 1 0 | ½ ½ | ½ 1 | ½ 1 | 1 ½ | ½ 1 | 1 1 | 1 ½ | 16    |
| 5    | Tigran Petrossian  | ½ ½ | ½ ½ | ½ 0 | ½ ½ | -   | ½ ½ | 0 ½ | ½ ½ | 0 0 | ½ ½ | ½ ½ | 1 1 | ½ 1 | 1 ½ | 1 1 | 15    |
| 6    | Iefim Hèl·ler      | 0 0 | ½ 1 | ½ 0 | ½ ½ | ½ ½ | -   | 1 1 | ½ 0 | 0 1 | ½ ½ | 0 1 | 1 ½ | ½ 1 | 0 1 | ½ ½ | 14½   |
| 7    | Miguel Najdorf     | ½ ½ | ½ ½ | ½ ½ | ½ ½ | 1 ½ | 0 0 | -   | 1 ½ | 1 ½ | ½ 0 | ½ ½ | ½ ½ | ½ ½ | 0 ½ | 1 1 | 14½   |
| 8    | Aleksandr Kótov    | ½ 1 | ½ ½ | ½ ½ | 0 1 | ½ ½ | ½ 1 | 0 ½ | -   | 1 0 | 1 ½ | 0 0 | 1 0 | 1 ½ | 0 ½ | 0 1 | 14    |
| 9    | Mark Taimànov      | ½ ½ | 0 ½ | ½ ½ | ½ ½ | 1 1 | 1 0 | 0 ½ | 0 1 | -   | 1 0 | ½ ½ | ½ ½ | ½ 0 | 0 ½ | 1 1 | 14    |
| 10   | Iuri Averbakh      | ½ ½ | ½ ½ | 1 ½ | 0 ½ | ½ ½ | ½ ½ | 1 ½ | 0 ½ | 0 1 | -   | ½ ½ | ½ ½ | 0 ½ | 1 1 | 0 0 | 13½   |
| 11   | Issaak Boleslavski | ½ ½ | ½ ½ | 0 0 | ½ 0 | ½ ½ | 1 0 | ½ ½ | 1 1 | ½ ½ | ½ ½ | -   | ½ 0 | ½ ½ | ½ 1 | ½ ½ | 13½   |
| 12   | László Szabó       | ½ ½ | 1 0 | 0 ½ | 0 ½ | 0 0 | 0 ½ | ½ ½ | 0 1 | ½ ½ | ½ ½ | ½ 1 | -   | 1 ½ | ½ ½ | 1 ½ | 13    |
| 13   | Svetozar Gligorić  | 0 ½ | 0 ½ | ½ 0 | ½ 0 | ½ 0 | ½ 0 | ½ ½ | 0 ½ | ½ 1 | 1 ½ | ½ ½ | 0 ½ | -   | ½ 1 | 1 1 | 12½   |
| 14   | Max Euwe           | 0 0 | ½ ½ | ½ ½ | 0 0 | 0 ½ | 1 0 | 1 ½ | 1 ½ | 1 ½ | 0 0 | ½ 0 | ½ ½ | ½ 0 | -   | 1 ½ | 11½   |
| 15   | Gideon Ståhlberg   | 0 ½ | ½ ½ | 0 0 | 0 ½ | 0 0 | ½ ½ | 0 0 | 1 0 | 0 0 | 1 1 | ½ ½ | 0 ½ | 0 0 | 0 ½ | -   | 8     |

El torneig el va guanyar Vassili Smislov, que va obtenir el dret d'enfrontar-se contra Mikhaïl Botvínnik pel títol mundial el 1954. Aquest matx es va pactar a dotze punts i va acabar empatat, de manera que Botvínnik va retenir el títol segons les normes establertes.